# Aysha rubromaculata
Aysha rubromaculata là một loài nhện trong họ Anyphaenidae.
Loài này thuộc chi Aysha. Aysha rubromaculata được Eugen von Keyserling miêu tả năm 1891.